# Beffroier i Belgien och Frankrike
Beffroier i Belgien och Frankrike är ett världsarv bestående av 32 beffroier (en sorts klocktorn) i Belgien och 23 i Frankrike. Världsarvet blev inskrivet 1999 med beffroierna i Belgien under namnet Beffroier i Flandern och Vallonien och utvidgades och namnändrades 2005.

## Beffroier i Belgien
- Rådhuset med dess beffroi i Aalst
- Onze-Lieve-Vrouwekatedralen i Antwerpen
- Stadshuset i Antwerpen
- Saluhallen i Brygge
- Stadshuset i Dendermonde
- Stadshuset i Diksmuide
- Stadshuset i Eeklo
- Beffroin i Gent
- Gamla stadshuset/Herentals textilhus i Antwerpen
- Klädesvävarhallen och dess beffroi i Ypern
- Berömda beffroin i Halletoren i Kortrijk
- Sankt Peterskyrkan och dess beffroi i Leuven
- Stadshuset och dess beffroi i Antwerpen
- Gamla stadshuset i Lo-Reninge
- Gamla saluhallen och dess beffroi i Mechelen
- Saint-Rombauttornet i Mechelen
- Stadshuset i Menen med beffroi
- Stadshal met Belfort i Nieuwpoort
- Stadshuset i Oudenaarde med beffroi
- Stadshuis, Stadshal en Belfort i Roeselare
- Stadshuset i Sint-Truiden med torn
- Halletoren out Belfort, Hal en Schepenkamer i Tielt
- Sankt Germanuskyrkan i Tienen
- Onze-Lieve-Lievevrouwebasiliek met Stadstoren i Tongeren
- Landhuis met Belfort i Veurne
- Beffroin i Mons
- Beffroin i Namur
- Beffroin i Thuin
- Beffroin i Tournai
- Hôtel de ville i Binche
- Hôtel de ville i Charleroi
- Sankt Leonardkyrkan i Zoutleeuw

## Beffroier i Frankrike
- Beffroin i Abbeville
- Beffroin i Amiens
- Beffroin i Bergues
- Beffroin i Béthune
- Beffroin i det gamla kommunalhuset i Doullens
- Beffroin i Gembloux
- Beffroin i Gravelines
- Beffroin i Hôtel de ville i Aire-sur-la-Lys
- Beffroin i Hôtel de ville i Arras
- Beffroin i Hôtel de ville i Armentières
- Beffroin i Hôtel de ville i Bailleul
- Beffroin i Hôtel de ville i Boulogne
- Beffroin i Hôtel de ville i Calais
- Beffroin i Hôtel de ville i Comines
- Beffroin i Hôtel de ville i Douai
- Beffroin i Hôtel de ville i Dunkerque
- Beffroin i Hôtel de ville i Hesdin
- Beffroin i Hôtel de ville i Lille
- Beffroin i Hôtel de ville i Loos
- Beffroin i Lucheauxs hamn
- Beffroin i Rue
- Beffroin i Saint-Riquier
- Beffroin i St-Eloikyrkan i Dunkerque
- Beffroin i St-Martinkyrkan i Cambrai